# Liste des monuments historiques de Buggenhout
Cette page regroupe l'ensemble des monuments classés de la ville de Buggenhout.
| Objet                                                                     | Statut du classement? | Année de construction/architecte | Section communale | Adresse              | Coordonnées                      | Numéro d'inventaire | Illustration                   |
| ------------------------------------------------------------------------- | --------------------- | -------------------------------- | ----------------- | -------------------- | -------------------------------- | ------------------- | ------------------------------ |
| (nl) Hoeve van voormalige melkerij Van Achter                             |                       |                                  | Buggenhout        | Brusselmansstraat 9  | 51° 01′ 14″ nord, 4° 12′ 53″ est | 44508               | Téléverser                     |
| (nl) 't Kasteeltje                                                        |                       |                                  | Buggenhout        | Brusselmansstraat 24 | 51° 01′ 07″ nord, 4° 12′ 56″ est | 44509               | Téléverser                     |
| (nl) Kapel Ik ben de Onbevlekte Ontvangenis                               |                       |                                  | Buggenhout        | Damstraat            | 51° 01′ 45″ nord, 4° 13′ 00″ est | 44510               | Téléverser                     |
| (nl) Parochiekerk Sint-Amandus                                            |                       |                                  | Buggenhout        | Dries                | 51° 01′ 40″ nord, 4° 13′ 15″ est | 44511               | Téléverser                     |
| (nl) Drieskapelletje                                                      |                       |                                  | Buggenhout        | Dries                | 51° 01′ 38″ nord, 4° 13′ 06″ est | 44512               | Téléverser                     |
| (nl) Pomp                                                                 |                       |                                  | Buggenhout        | Dries                | 51° 01′ 38″ nord, 4° 13′ 07″ est | 44513               | Téléverser                     |
| (nl) Burgerhuis en magazijn                                               |                       |                                  | Buggenhout        | Dries 9              | 51° 01′ 37″ nord, 4° 13′ 00″ est | 44514               | Téléverser                     |
| (nl) Burgerhuis                                                           |                       |                                  | Buggenhout        | Dries 17             | 51° 01′ 41″ nord, 4° 13′ 01″ est | 44515               | Téléverser                     |
| (nl) Kloosterhuis van de zusters van Sint-Vincentius                      |                       |                                  | Buggenhout        | Dries 28             | 51° 01′ 44″ nord, 4° 13′ 08″ est | 44517               | Téléverser                     |
| (nl) Kapel ter ere van de Heilige Anna                                    |                       |                                  | Buggenhout        | Dries 28             | 51° 01′ 44″ nord, 4° 13′ 08″ est | 44518               | Téléverser                     |
| (nl) Boerenarbeidershuis                                                  |                       |                                  | Buggenhout        | Dries 32             | 51° 01′ 43″ nord, 4° 13′ 11″ est | 44519               | Téléverser                     |
| (nl) Burgerhuis                                                           |                       |                                  | Buggenhout        | Dries 47             | 51° 01′ 38″ nord, 4° 13′ 18″ est | 44521               | Téléverser                     |
| (nl) Burgerhuis                                                           |                       |                                  | Buggenhout        | Dries 51             | 51° 01′ 38″ nord, 4° 13′ 16″ est | 44524               | Téléverser                     |
| (nl) Pastorie                                                             |                       |                                  | Buggenhout        | Dries 53             | 51° 01′ 38″ nord, 4° 13′ 13″ est | 44525               | Téléverser                     |
| (nl) Parochielokaal 't Klokske                                            |                       |                                  | Buggenhout        | Dries 54             | 51° 01′ 39″ nord, 4° 13′ 13″ est | 44526               | Téléverser                     |
| (nl) Boerenarbeidershuis                                                  |                       |                                  | Buggenhout        | Dries 63             | 51° 01′ 37″ nord, 4° 13′ 09″ est | 44527               | Téléverser                     |
| (nl) Café Dry Toren                                                       |                       |                                  | Buggenhout        | Dries 65             | 51° 01′ 37″ nord, 4° 13′ 08″ est | 44528               | Téléverser                     |
| (nl) Gemeentehuis thans bibliotheek                                       |                       |                                  | Buggenhout        | Dries 70_0101        | 51° 01′ 35″ nord, 4° 13′ 04″ est | 44529               | Téléverser                     |
| (nl) Gemeentelijke jongensschool en schoolhuis                            |                       |                                  | Buggenhout        | Dries 1              | 51° 01′ 35″ nord, 4° 13′ 02″ est | 44531               | Téléverser                     |
| (nl) Boerenarbeidershuis                                                  |                       |                                  | Buggenhout        | Houtenmolenstraat 7  | 51° 01′ 40″ nord, 4° 13′ 21″ est | 44532               | Téléverser                     |
| (nl) Burgerhuis, bij de maalderij Van den Bossche                         |                       |                                  | Buggenhout        | Houtenmolenstraat 14 | 51° 01′ 40″ nord, 4° 13′ 27″ est | 44533               | Téléverser                     |
| (nl) Boerenarbeidershuis met taxushaag                                    |                       |                                  | Buggenhout        | Houtenmolenstraat 53 | 51° 01′ 42″ nord, 4° 13′ 39″ est | 44534               | Téléverser                     |
| (nl) Gesloten hoeve, Valkenhoeve                                          |                       |                                  | Buggenhout        | Houtenmolenstraat 82 | 51° 01′ 38″ nord, 4° 14′ 04″ est | 44535               | Téléverser                     |
| (nl) Gesloten hoeve, Valkenhoeve                                          |                       |                                  | Buggenhout        | Houtenmolenstraat 84 | 51° 01′ 38″ nord, 4° 14′ 04″ est | 44535               | Téléverser                     |
| (nl) Brouwershuis van de brouwerij Van den Bossche                        |                       |                                  | Buggenhout        | Lijneveldstraat 5    | 51° 01′ 39″ nord, 4° 13′ 22″ est | 44536               | Téléverser                     |
| (nl) Molenromp, Veevoeders De Kinder                                      |                       |                                  | Buggenhout        | Stenenmolenstraat    | 51° 01′ 26″ nord, 4° 13′ 08″ est | 44537               | Téléverser                     |
| (nl) Kasteel, MPI Jongenstehuis en heemkundig museum                      |                       |                                  | Buggenhout        | Vekenstraat 2        | 51° 01′ 46″ nord, 4° 13′ 03″ est | 44539               | Téléverser                     |
| (nl) Sint-Jozefschool, voormalige meisjesschool                           |                       |                                  | Buggenhout        | Vekenstraat 2        | 51° 01′ 46″ nord, 4° 13′ 03″ est | 44541               | Téléverser                     |
| (nl) Oud Antwerpen, woonhuis                                              |                       |                                  | Buggenhout        | Veldstraat 24        | 51° 01′ 31″ nord, 4° 13′ 06″ est | 44542               | Téléverser                     |
| (nl) Kapel Onze-Lieve-Vrouw-ter-Nood-Gods                                 |                       |                                  | Buggenhout        | Vitsstraat           | 51° 01′ 34″ nord, 4° 13′ 00″ est | 44543               | Téléverser                     |
| (nl) Boerenarbeidershuis                                                  |                       |                                  | Buggenhout        | Vitsstraat 115       | 51° 01′ 30″ nord, 4° 12′ 55″ est | 44544               | Téléverser                     |
| (nl) Kapel                                                                |                       |                                  | Buggenhout        | Beukenstraat         | 51° 01′ 16″ nord, 4° 10′ 25″ est | 44545               | Téléverser                     |
| (nl) Hoeve                                                                |                       |                                  | Buggenhout        | Beukenstraat 98      | 51° 01′ 08″ nord, 4° 10′ 34″ est | 44546               | Téléverser                     |
| (nl) Brielkapel met drie linden                                           |                       |                                  | Buggenhout        | Brielstraat          | 51° 02′ 24″ nord, 4° 11′ 34″ est | 44547               | Téléverser                     |
| (nl) Gemeenteschool, thans kunstatelier                                   |                       |                                  | Buggenhout        | Brielstraat 29       | 51° 02′ 06″ nord, 4° 11′ 34″ est | 44548               | Téléverser                     |
| (nl) Boerenhuis                                                           |                       |                                  | Buggenhout        | Brielstraat 101      | 51° 02′ 24″ nord, 4° 11′ 33″ est | 44549               | Téléverser                     |
| (nl) Parochiekerk in Sint-Gerardus Majella                                |                       |                                  | Buggenhout        | Broekstraat 23       | 50° 59′ 54″ nord, 4° 10′ 35″ est | 44550               | Téléverser                     |
| (nl) Pastorie                                                             |                       |                                  | Buggenhout        | Broekstraat 25       | 50° 59′ 54″ nord, 4° 10′ 36″ est | 44551               | Téléverser                     |
| (nl) Klooster Sint-Vincentius en meisjesschool                            |                       |                                  | Buggenhout        | Broekstraat 27       | 50° 59′ 53″ nord, 4° 10′ 36″ est | 44552               | Téléverser                     |
| (nl) Gemeentelijke jongensschool en schoolhuis                            |                       |                                  | Buggenhout        | Broekstraat 33       | 50° 59′ 50″ nord, 4° 10′ 39″ est | 44553               | Téléverser                     |
| (nl) Gemeentelijke jongensschool en schoolhuis                            |                       |                                  | Buggenhout        | Broekstraat 35       | 50° 59′ 50″ nord, 4° 10′ 39″ est | 44553               | Téléverser                     |
| (nl) Gemeentelijke jongensschool en schoolhuis                            |                       |                                  | Buggenhout        | Broekstraat 37       | 50° 59′ 50″ nord, 4° 10′ 39″ est | 44553               | Téléverser                     |
| (nl) Villa                                                                |                       |                                  | Buggenhout        | Hanenstraat 11       | 51° 00′ 47″ nord, 4° 12′ 04″ est | 44558               | Téléverser                     |
| (nl) Boerenarbeidershuis                                                  |                       |                                  | Buggenhout        | Hauwerstraat 2       | 51° 00′ 36″ nord, 4° 10′ 56″ est | 44559               | Téléverser                     |
| (nl) Boerenarbeidershuis                                                  |                       |                                  | Buggenhout        | Hauwerstraat 16      | 51° 00′ 41″ nord, 4° 10′ 58″ est | 44560               | Téléverser                     |
| (nl) Brouwershuis van brouwerij Van den Bossche                           |                       |                                  | Buggenhout        | Hopveldweg 8         | 51° 01′ 16″ nord, 4° 09′ 27″ est | 44561               | Téléverser                     |
| (nl) Villa                                                                |                       |                                  | Buggenhout        | Kamerstraat 15       | 51° 01′ 07″ nord, 4° 12′ 08″ est | 44562               | Téléverser                     |
| (nl) Van Keer's Hof                                                       |                       |                                  | Buggenhout        | Kamerstraat 93       | 51° 01′ 17″ nord, 4° 11′ 38″ est | 44563               | Téléverser                     |
| (nl) Lusthof De Populieren, thans De Groene Wandeling                     |                       |                                  | Buggenhout        | Kasteelstraat 189    | 50° 59′ 52″ nord, 4° 12′ 42″ est | 44564               | Téléverser                     |
| (nl) Sint-Kristoffel en speeltuin                                         |                       |                                  | Buggenhout        | Kasteelstraat 187    | 50° 59′ 53″ nord, 4° 12′ 40″ est | 44565               | Téléverser                     |
| (nl) Boskapel of kapel van Onze-Lieve-Vrouw van Smarten                   |                       |                                  | Buggenhout        | Kasteelstraat 212    | 50° 59′ 50″ nord, 4° 12′ 36″ est | 44566               | Téléverser                     |
| (nl) Ommegang bij de Boskapel                                             |                       |                                  | Buggenhout        | Kasteelstraat 212    | 50° 59′ 50″ nord, 4° 12′ 36″ est | 44567               | Téléverser                     |
| (nl) Kapelhoeve                                                           |                       |                                  | Buggenhout        | Kasteelstraat 214    | 50° 59′ 39″ nord, 4° 12′ 42″ est | 44568               | Téléverser                     |
| (nl) Kapelhoeve                                                           |                       |                                  | Buggenhout        | Kasteelstraat 216    | 50° 59′ 39″ nord, 4° 12′ 42″ est | 44568               | Téléverser                     |
| (nl) Parochiekerk Sint-Niklaas                                            |                       |                                  | Buggenhout        | Kerkstraat           | 51° 00′ 55″ nord, 4° 12′ 10″ est | 44569               | (nl) Parochiekerk Sint-Niklaas |
| (nl) Villa                                                                |                       |                                  | Buggenhout        | Kerkstraat 14        | 51° 01′ 06″ nord, 4° 12′ 07″ est | 44570               | Téléverser                     |
| (nl) Rijkswachtkazerne                                                    |                       |                                  | Buggenhout        | Kerkstraat 15        | 51° 01′ 05″ nord, 4° 12′ 12″ est | 44571               | Téléverser                     |
| (nl) Arbeidershuis                                                        |                       |                                  | Buggenhout        | Kerkstraat 18        | 51° 01′ 02″ nord, 4° 12′ 07″ est | 44572               | Téléverser                     |
| (nl) Villa                                                                |                       |                                  | Buggenhout        | Kerkstraat 20        | 51° 01′ 02″ nord, 4° 12′ 06″ est | 44573               | Téléverser                     |
| (nl) Café Onder den Toren                                                 |                       |                                  | Buggenhout        | Kerkstraat 60        | 51° 00′ 55″ nord, 4° 12′ 07″ est | 44574               | Téléverser                     |
| (nl) Schaliënhuis                                                         |                       |                                  | Buggenhout        | Kerkstraat 68        | 51° 00′ 53″ nord, 4° 12′ 06″ est | 44575               | Téléverser                     |
| (nl) Brouwershuis Van Damme                                               |                       |                                  | Buggenhout        | Kerkstraat 87        | 51° 00′ 57″ nord, 4° 12′ 08″ est | 44576               | Téléverser                     |
| (nl) Brouwershuis Van Damme                                               |                       |                                  | Buggenhout        | Kerkstraat 89        | 51° 00′ 57″ nord, 4° 12′ 08″ est | 44576               | Téléverser                     |
| (nl) Brouwershuis Van Damme                                               |                       |                                  | Buggenhout        | Kerkstraat 91        | 51° 00′ 57″ nord, 4° 12′ 08″ est | 44576               | Téléverser                     |
| (nl) Begraafplaats                                                        |                       |                                  | Buggenhout        | Kerkhofstraat        | 51° 01′ 02″ nord, 4° 11′ 51″ est | 44578               | Téléverser                     |
| (nl) Kapel Onze-Lieve-Vrouw                                               |                       |                                  | Buggenhout        | Koudehaard           | 51° 01′ 02″ nord, 4° 10′ 58″ est | 44579               | Téléverser                     |
| (nl) Klooster, kapel en school van de zusters van Sint-Vincentius a Paulo |                       |                                  | Buggenhout        | Kloosterstraat 15    | 51° 00′ 54″ nord, 4° 11′ 57″ est | 44581               | Téléverser                     |
| (nl) Burgerhuis                                                           |                       |                                  | Buggenhout        | Kloosterstraat 20    | 51° 00′ 55″ nord, 4° 12′ 00″ est | 44582               | Téléverser                     |
| (nl) Patattenmolen en molenaarshuis                                       |                       |                                  | Buggenhout        | Krapstraat 161       | 51° 00′ 00″ nord, 4° 10′ 34″ est | 44583               | Téléverser                     |
| (nl) Burgerhuis                                                           |                       |                                  | Buggenhout        | Maalderijstraat 10   | 51° 00′ 48″ nord, 4° 12′ 11″ est | 44584               | Téléverser                     |
| (nl) Burgerhuis                                                           |                       |                                  | Buggenhout        | Maalderijstraat 12   | 51° 00′ 48″ nord, 4° 12′ 11″ est | 44584               | Téléverser                     |
| (nl) Burgerhuis                                                           |                       |                                  | Buggenhout        | Maalderijstraat 14   | 51° 00′ 48″ nord, 4° 12′ 11″ est | 44584               | Téléverser                     |
| (nl) Burgerhuis                                                           |                       |                                  | Buggenhout        | Maalderijstraat 16   | 51° 00′ 48″ nord, 4° 12′ 11″ est | 44584               | Téléverser                     |
| (nl) Burgerhuis                                                           |                       |                                  | Buggenhout        | Maalderijstraat 40   | 51° 00′ 48″ nord, 4° 12′ 17″ est | 44586               | Téléverser                     |
| (nl) Koetshuis van het kasteel Genthof                                    |                       |                                  | Buggenhout        | Mandekensstraat 117  | 51° 01′ 14″ nord, 4° 10′ 04″ est | 44587               | Téléverser                     |
| (nl) Kaashof                                                              |                       |                                  | Buggenhout        | Mandekensstraat 119  | 51° 01′ 11″ nord, 4° 10′ 01″ est | 44588               | Téléverser                     |
| (nl) Kasteel Genthof                                                      |                       |                                  | Buggenhout        | Mandekensstraat 121  | 51° 01′ 10″ nord, 4° 10′ 08″ est | 44589               | Téléverser                     |
| (nl) Café Hopveld en aanhorigheden van vroegere Brouwerij Den Keyser      |                       |                                  | Buggenhout        | Mandekensstraat 241  | 51° 01′ 13″ nord, 4° 09′ 17″ est | 44590               | Téléverser                     |
| (nl) Café Hopveld en aanhorigheden van vroegere Brouwerij Den Keyser      |                       |                                  | Buggenhout        | Mandekensstraat 243  | 51° 01′ 13″ nord, 4° 09′ 17″ est | 44590               | Téléverser                     |
| (nl) Café Hopveld en aanhorigheden van vroegere Brouwerij Den Keyser      |                       |                                  | Buggenhout        | Mandekensstraat 245  | 51° 01′ 13″ nord, 4° 09′ 17″ est | 44590               | Téléverser                     |
| (nl) Herenhuis                                                            |                       |                                  | Buggenhout        | Maricolenweg 36      | 51° 00′ 48″ nord, 4° 11′ 52″ est | 44591               | Téléverser                     |
| (nl) Gemeentehuis en Administratief en Cultureel Centrum                  |                       |                                  | Buggenhout        | Nieuwstraat 2        | 51° 00′ 54″ nord, 4° 12′ 10″ est | 44592               | Téléverser                     |
| (nl) Woning Van Humbeeck                                                  |                       |                                  | Buggenhout        | Pastorijstraat 3     | 51° 00′ 53″ nord, 4° 12′ 16″ est | 44593               | Téléverser                     |
| (nl) Pastorie                                                             |                       |                                  | Buggenhout        | Pastorijstraat 5     | 51° 00′ 51″ nord, 4° 12′ 17″ est | 44594               | Téléverser                     |
| (nl) Villa                                                                |                       |                                  | Buggenhout        | Pastorijstraat 6     | 51° 00′ 54″ nord, 4° 12′ 13″ est | 44595               | Téléverser                     |
| (nl) Arbeidershuizen                                                      |                       |                                  | Buggenhout        | Stationsstraat 21    | 51° 00′ 58″ nord, 4° 11′ 58″ est | 44596               | Téléverser                     |
| (nl) Arbeidershuizen                                                      |                       |                                  | Buggenhout        | Stationsstraat 23    | 51° 00′ 58″ nord, 4° 11′ 58″ est | 44596               | Téléverser                     |
| (nl) Arbeidershuizen                                                      |                       |                                  | Buggenhout        | Stationsstraat 25    | 51° 00′ 58″ nord, 4° 11′ 58″ est | 44596               | Téléverser                     |
| (nl) Weiveldkapel                                                         |                       |                                  | Buggenhout        | Stationsstraat       | 51° 00′ 59″ nord, 4° 11′ 43″ est | 44597               | Téléverser                     |
| (nl) Wiesbeekhoeve                                                        |                       |                                  | Buggenhout        | Wiesbeek 25          | 50° 59′ 22″ nord, 4° 10′ 15″ est | 44598               | Téléverser                     |
| (nl) Weiveldmolen                                                         |                       |                                  | Buggenhout        | Weiveld 37           | 51° 01′ 11″ nord, 4° 11′ 20″ est | 44599               | Téléverser                     |
| (nl) Burgerhuis                                                           |                       |                                  | Buggenhout        | Varentstraat 16      | 50° 59′ 58″ nord, 4° 10′ 24″ est | 44600               | Téléverser                     |
| (nl) Het Lindeken                                                         |                       |                                  | Buggenhout        | Varentstraat 111     | 50° 59′ 47″ nord, 4° 10′ 11″ est | 44601               | Téléverser                     |
| (nl) Kapel Onze-Lieve-Vrouw van de Rozenkrans                             |                       |                                  | Buggenhout        | Zittingsweg          | 51° 00′ 28″ nord, 4° 11′ 23″ est | 44604               | Téléverser                     |
| (nl) Brouwershuis en brouwerij Bosteels                                   |                       |                                  | Buggenhout        | Kerkstraat 94        | 51° 00′ 49″ nord, 4° 12′ 03″ est | 44605               | Téléverser                     |
| (nl) Hoeve                                                                |                       |                                  | Buggenhout        | Genthof 14A          | 51° 01′ 15″ nord, 4° 10′ 08″ est | 87625               | Téléverser                     |
| (nl) In de nieuwe kaai                                                    |                       |                                  | Buggenhout        | Scheldestraat 7      | 51° 02′ 11″ nord, 4° 11′ 30″ est | 87628               | Téléverser                     |
| (nl) In de nieuwe kaai                                                    |                       |                                  | Buggenhout        | Scheldestraat 8      | 51° 02′ 11″ nord, 4° 11′ 30″ est | 87628               | Téléverser                     |
| (nl) Boerenarbeidershuis                                                  |                       |                                  | Buggenhout        | Drietorensstraat 7   | 51° 01′ 33″ nord, 4° 13′ 08″ est | 87629               | Téléverser                     |
| (nl) Burgerhuis                                                           |                       |                                  | Buggenhout        | Dries 16             | 51° 01′ 40″ nord, 4° 13′ 02″ est | 87630               | Téléverser                     |
| (nl) Kapel Heilige Theresia                                               |                       |                                  | Buggenhout        | Vitsstraat 86        | 51° 01′ 21″ nord, 4° 12′ 57″ est | 87760               | Téléverser                     |
| (nl) Woning                                                               |                       |                                  | Buggenhout        | Houtenmolenstraat 27 | 51° 01′ 41″ nord, 4° 13′ 29″ est | 88608               | Téléverser                     |